# Balas

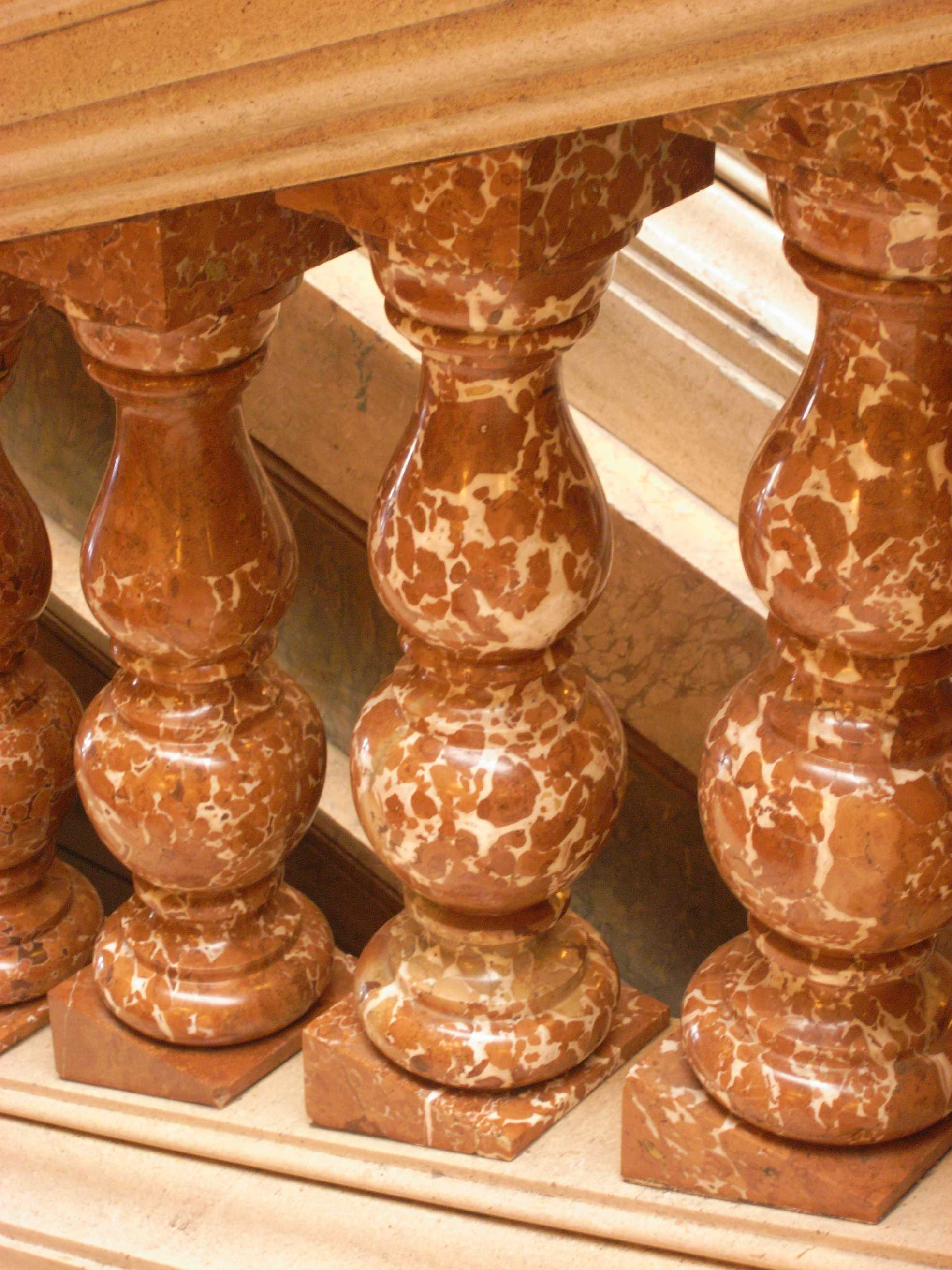
Marmurowe balaski w Muzeum Narodowym w Pradze

Balas (także balasek, balaska, tralka) – pionowy element balustrady schodów, balkonu, tarasu lub ustawiane nad gzymsem głównym, złożony na ogół z jednej lub dwóch kolumienek o gruszkowato wybrzuszonym trzonie, zwanych też lalkami, wsparty na bazie, zwieńczony zazwyczaj plintą, podpierający poręcz.
Tralka składająca się z dwóch lalek połączonych przewężeniem nazywana jest dwulalkową.
Balas wprowadzono w okresie renesansu jako element balustrady tralkowej.
Tralki są wykonywane z różnych materiałów:
- kamienia (marmur, alabaster, beton)
- drewna
- metalu i stopów (stal czarna, stal nierdzewna, mosiądz, żeliwo – od XIX wieku)[5].

Tralki od wieków były kształtowane w sposób ozdobny i dekorowane w zgodzie ze stylem typowym dla epoki przybierając postać wazy, wazonu, czworobocznego, rozszerzającego się ku górze postumentu.